# Eleição municipal de Vitória em 2024
A eleição municipal da cidade de Vitória em 2024 ocorreu no dia 6 de outubro, em turno único, com o objetivo de eleger um prefeito, um vice-prefeito e 21 vereadores responsáveis pela administração do município no mandato a se iniciar em 1° de janeiro de 2025 e com término em 31 de dezembro de 2028. O candidato à reeleição Lorenzo Pazolini (Republicanos), eleito em 2020, foi reeleito em primeiro turno, com mais de 50% dos votos, tendo como principais oponentes o deputado estadual João Coser (PT) e o ex-prefeito de Vitória (1997-2004) Luiz Paulo Vellozo Lucas  (PSDB).

## Contexto

### Eleição anterior
O prefeito titular é Lorenzo Pazolini, do Republicanos, que assumiu a prefeitura em 2021 após vencer as eleições municipais em 2020 no 2º turno com 58,50% dos votos válidos. Devido ao fato de Pazolini estar em seu primeiro mandato, o mesmo poderá concorrer à reeleição.

### Eleitorado
Em junho de 2024, Vitória contava com cerca de 266.585 pessoas aptas a votar, cerca de 82,57% da população em relação à população total da cidade (322.869), segundo o Censo demográfico do Brasil de 2022. A cidade é dividida em 2 zonas eleitorais (1ª e 52ª). Os eleitores tiveram até o dia 8 de maio para fazer a 1ª via ou a regularização do título junto ao cadastro biométrico.

## Calendário eleitoral
| Início        | Fim           | Atividades | Status    |
| ------------- | ------------- | --- | --------- |
| 7 de março    | 5 de abril    | Janela partidária para vereadores trocarem de partido visando concorrer às eleições sem perder o mandato. | Realizado |
| 6 de abril    | 6 de abril    | Data-limite para todas as legendas e federações partidárias obterem o registro dos estatutos no TSE e para todos os candidatos terem domicílio eleitoral na circunscrição em que desejam disputar as eleições com a filiação deferida pelo partido. | Realizado |
| 15 de maio    | 15 de maio    | Início da campanha de arrecadação prévia de recursos na modalidade de financiamento coletivo para pré-candidatos, sem realização de pedidos de voto e obedecendo a regras relativas à propaganda eleitoral na Internet.                             | Realizado |
| 20 de julho   | 5 de agosto   | Realização de convenções partidárias para deliberar sobre coligações e escolher candidatos às prefeituras e aos cargos de vereador. Os partidos têm até 15 de agosto para registrar os nomes na Justiça Eleitoral.                                  | Realizado |
| 16 de agosto  | 16 de agosto  | Início das campanhas eleitorais de forma igualitária, podendo qualquer publicidade ou manifestação com pedido explícito de voto antes da data ser considerada irregular e multada.                                                                  | Realizado |
| 30 de agosto  | 3 de outubro  | Veiculação da propaganda eleitoral gratuita no rádio e na televisão. | Realizado |
| 6 de outubro  | 6 de outubro  | Realização do primeiro turno das eleições municipais. | Realizado |
| 11 de outubro | 25 de outubro | Veiculação da propaganda eleitoral gratuita no rádio e na televisão para o segundo turno. | Realizado |
| 27 de outubro | 27 de outubro | Realização de um eventual segundo turno nas cidades com mais de 200 mil eleitores em que o candidato a prefeito mais votado não tenha atingido a metade mais um dos votos válidos.                                                                  | Realizado |

## Candidatos
| Nº | Prefeito(a)  | Prefeito(a)              | Prefeito(a)              | Prefeito(a) | Vice-prefeito(a) | Vice-prefeito(a) | Vice-prefeito(a)       | Vice-prefeito(a)    | Vice-prefeito(a)                | Coligação Partido(s)                                          | Ref.                        |
| Nº | Candidato(a) | Candidato(a)             | Partido Federação        | Cargos relevantes                                                                                               | Candidato(a)     | Candidato(a)     | Candidato(a)           | Partido Federação   | Cargos relevantes               | Coligação Partido(s)                                          | Ref.                        |
| -- | ------------ | ------------------------ | ------------------------ | --- | ---------------- | ---------------- | ---------------------- | ------------------- | ------------------------------- | ------------------------------------------------------------- | --------------------------- |
| 10 |              | Lorenzo Pazolini         | Republicanos             | - Prefeito de Vitória (2021-presente)                                                                           |                  |                  | Cris Samorini          | PP                  | - Administradora                | Vitória da União Republicanos, PP, PSD, PRD, PODE, DC e NOVO  | [ 7 ] [ 8 ]                 |
| 13 |              | João Coser               | PT FE Brasil             | - Deputado Estadual (1987-1995, 2023-presente) - Prefeito de Vitória (2005-2012) - Deputado federal (1995-2003) |                  |                  | Priscila Manso         | PV FE Brasil        | - Presidente municipal do PV    | Vitória em Primeiro Lugar FE Brasil (PT, PCdoB e PV) e PDT    | [ 9 ] [ 10 ] [ 11 ]         |
| 22 |              | Assumção                 | PL                       | - Deputado estadual (2019-atualidade) - Deputado federal (2009-2011) - Policial militar                         |                  |                  | Mayra Marcarini        | PL                  | - Policial militar              | Vitória pra você PL, AGIR e MOBILIZA                          | [ 12 ] [ 13 ] [ 14 ]        |
| 45 |              | Luiz Paulo Vellozo Lucas | PSDB Fed. PSDB Cidadania | - Prefeito de Vitória (1997-2004) - Deputado federal (2007-2011)                                                |                  |                  | Victor Ricciardi Rocha | UNIÃO               | - Advogado                      | Vitória pro Futuro Fed. PSDB Cidadania, PSB, UNIÃO, PMB e MDB | [ 15 ] [ 16 ] [ 17 ] [ 18 ] |
| 50 |              | Camila Valadão           | PSOL Fed. PSOL REDE      | - Deputada estadual (2023-presente)                                                                             |                  |                  | Macaciel Breda         | REDE Fed. PSOL REDE | - Porta-voz do REDE             | Sem coligação                                                 | [ 19 ] [ 20 ] [ 21 ]        |
| 70 |              | Du (Eduardo Ramlow)      | Avante                   | - Presidente municipal do Avante - Empresário                                                                   |                  |                  | Wagner Borges          | PRTB                | - Coronel do Corpo de Bombeiros | Vitória Conectada e Segura Avante, Solidariedade e PRTB       | [ 22 ] [ 23 ] [ 24 ]        |

### Desistências
- Fabrício Gandini (PSD): No dia 4 de junho de 2024, Fabrício Gandini anunciou a desistência de sua pré-candidatura.[18]
- Sergio Majeski (PDT): Apesar de Majeski ter chegado a oficializar sua pré-candidatura, desistiu por não conseguir apoio.[25]
- Estéfane Ferreira (PODE): Embora o Podemos tenha oficializado a pré-candidatura de Ferreira, a mesma optou por se lançar como vereadora.[26]

## Debates
Primeiro turno

De acordo com as regras eleitorais, as emissoras só poderão convocar para o debate os candidatos que obtiverem a concordância de pelo menos dois terços de candidatas e candidatos, no caso de eleição majoritária (cargo de prefeito), e de pelo menos dois terços dos partidos ou das federações com candidatas e candidatos, no caso de eleição proporcional (cargo de vereador). Caso não seja possível um acordo, as emissoras de rádio e televisão podem apresentar debates em conjunto para o cargo de prefeito, estando presentes todas as candidatas e todos os candidatos, ou em grupos, com a presença de, no mínimo, três pessoas.
| Data          | Organizador(es)              | Mediação      | Assumção (PL) | Camila Valadão (PSOL) | Du (Avante) | João Coser (PT) | Lorenzo Pazolini (Republicanos) | Luiz Paulo (PSDB) | Ref.   |
| ------------- | ---------------------------- | ------------- | ------------- | --------------------- | ----------- | --------------- | ------------------------------- | ----------------- | ------ |
| 03 de outubro | TV Gazeta, G1 Espírito Santo | Mário Bonella | Presente      | Presente              | Presente    | Presente        | Presente                        | Presente          | [ 28 ] |

## Resultados

### Prefeito
Fonte:
| Candidato a Prefeito            | Candidato a Vice-Prefeito      | Votos   | Porcentagem |
| ------------------------------- | ------------------------------ | ------- | ----------- |
| Lorenzo Pazolini (Republicanos) | Cris Samorini (PP)             | 105.599 | 56,22%      |
| João Coser (PT)                 | Priscila Manso (PV)            | 29.339  | 15,62%      |
| Luiz Paulo Vellozo Lucas (PSDB) | Victor Ricciardi Rocha (UNIÃO) | 23.397  | 12,46%      |
| Assumção (PL)                   | Mayra Marcarini (PL)           | 17.946  | 9,55%       |
| Camila Valadão (PSOL)           | Macaciel Breda (REDE)          | 10.773  | 5,74%       |
| Du (Avante)                     | Wagner Borges (PRTB)           | 786     | 0,42%       |
| Votos brancos                   | Votos brancos                  | 5.682   | 5.682       |
| Votos nulos                     | Votos nulos                    | 5.964   | 5.964       |

### Vereadores
| Candidato           | Partido        | Votação |
| ------------------- | -------------- | ------- |
| Karla Coser         | PT (FE Brasil) | 7.256   |
| Aylton Dadaldo      | REP            | 5.218   |
| Davi Esmael         | REP            | 5.200   |
| Darcio Bracarense   | PL             | 4.101   |
| André Brandino      | PODE           | 3.584   |
| Professor Jocelino  | PT (FE Brasil) | 3.251   |
| Luiz Emanuel        | REP            | 3.114   |
| Bruno Malias        | PSB            | 3.079   |
| Armandinho Fontoura | PL             | 3.076   |
| Anderson Goggi      | PP             | 2.937   |
| Luiz Paulo Amorim   | PV (FE Brasil) | 2.789   |
| Camillo Neves       | PP             | 2.778   |
| Aloísio Varejão     | PSB            | 2.736   |
| Maurício Leite      | PRD            | 2.728   |
| Ana Paula Rocha     | PSOL           | 2.670   |
| Leonardo Monjardim  | NOVO           | 2.449   |
| Mara Maroca         | PP             | 2.390   |
| Dalto Neves         | SDD            | 2.345   |
| Pedro Trés          | PSB            | 2.316   |
| Baiano do Salão     | PODE           | 2.171   |
| João Flávio         | MDB            | 1.541   |

| FE Brasil (PT-PV) | 3 |
| Republicanos      | 3 |
| PSB               | 3 |
| PP                | 3 |
| Podemos           | 2 |
| PL                | 2 |
| Novo              | 1 |
| MDB               | 1 |
| PRD               | 1 |
| PSOL              | 1 |
| SDD               | 1 |

## Pesquisas eleitorais

### Intenção de voto
| Fonte Registro no TSE          | Data(s) conduzida(s)     | Amostragem | Pazolini Republicanos | Coser PT | Assumção PL | Paulo PSDB | Valadão PSOL | Estéfane PODE | Ramlow Avante | Brancos e nulos | Não sabem | Vantagem | Margem de erro | Ref.   |
| ------------------------------ | ------------------------ | ---------- | --------------------- | -------- | ----------- | ---------- | ------------ | ------------- | ------------- | --------------- | --------- | -------- | -------------- | ------ |
| Fonte Registro no TSE          | Data(s) conduzida(s)     | Amostragem |                       |          |             |            |              |               |               | Brancos e nulos | Não sabem | Vantagem | Margem de erro | Ref.   |
| Paraná Pesquisas ES-04886/2024 | 28/Jun/2024 a 2/Jul/2024 | 800        | 48,1%                 | 17,6%    | 8,1%        | 7,4%       | 5,0%         | 2,3%          | 0,1%          | 5,9%            | 5,5%      | 30,5%    | ±3,5%          | [ 31 ] |